# Atypický teratoidní rhabdoidní tumor
Atypický teratoidní rhabdoidní tumor, zkrc. ATRT je vzácný typ tumoru mozku a míchy, zpravidla u dětí. Nejčastěji se vyskytuje v zadní jámě lebeční, především v mozečku. Incidence je 3/1.000.000.

## Diagnóza a léčba
Jako samostatná nemoc existuje teprve od roku 1996 (do té doby diagnostikována chybně jako meduloblastom nebo rhabdomyosarkom) a formálně je evidována od roku 2000. Prognóza dožití je 11 měsíců, dožití nad 2 roky je v méně jak 20% případů.

## Výzkum
Atypický teratoidní rhabdoidní tumor je velice vzácné onemocnění a do současnosti pro ni neexistují standardní Léčebné standardy ani účinná léčba. Většina dětí je proto zahrnuta do klinických studií. Ve 3..fázi je radioterapie/chemoterapie s buněčnou terapií.

## Etymologie
Komplikovaný název nemoci je odvozen od válcovitého tvaru buněk (rhabdoid) podobných jako u rhabdomyosarkomu a abnormální velikosti (terato=monstrozní). Atypický pak odkazuje na chybné diagnózy a jejich atypický průběh oproti jejich původním variantám.